# Schriftmos-klasse
De schriftmos-klasse (Arthonio-Lecidelletea) is een klasse van syntaxa die epifytische pioniervegetatie omvat waarin korstvormige lichenen domineren.

## Naamgeving en codering
| Arthonio-Lecidelletea elaeochromae Drehwald 1993 |

- Syntaxoncode voor Nederland (rVvN): r54

De wetenschappelijke naam Arthonio-Lecidelletea is afgeleid van de botanische namen van twee korstmossentaxa die diagnostisch zijn voor de klasse. Dit zijn amoebekorst (Arthonia radiata) en gewoon purperschaaltje (Lecidella elaeochroma). Naast amoebekorst is er echter een hele reeks Arthonia-soorten diagnostisch voor de klasse. Binnen het geslacht Lecidella, waarvan de meeste soorten uitgesproken epilieten zijn, zijn de enkele epifytische vertegenwoordigers diagnostisch voor deze klasse.

## Fysiognomie

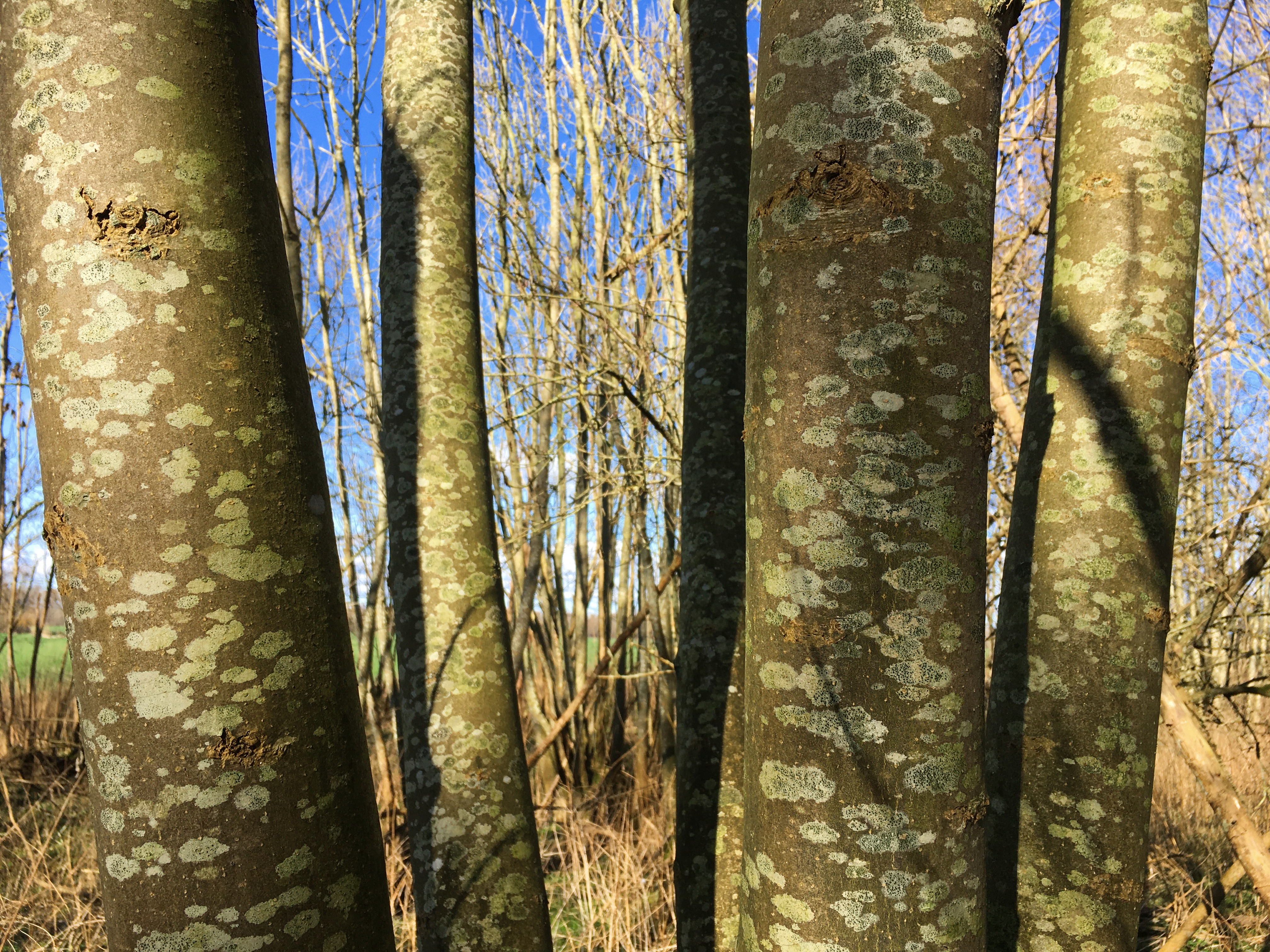
Het vegetatieaspect van veel syntaxa van de schriftmos-klasse is te herkennen aan het witachtige vlekkenpatroon op gladde schors.

De syntaxa uit de schriftmos-klasse zijn fysiognomisch veelal sterk gekarakteriseerd en doorgaans makkelijk herkenbaar in het veld. Het vegetatieaspect van deze gemeenschappen wordt gevormd door een vlekkerig patroon van korstvormige lichenen met een lichte thalluskleur variërend van wit, grijs tot bleek mintgroen. In het schriftmos-verbond zijn het vaak de tekeningen van lirellen die in hoge mate het aspect bepalen.
De schriftmos-klasse kent een eenvoudige symmorfologie. De vegetatiestructuur van deze syntaxa wordt in de regel bepaald door twee vegetatielagen: een moslaag en een algenlaag. De moslaag is zéér laag; het zijn dunne, korstvormige lichenen de dienst uitmaken. Vaak is het thallus verzonken. In de algenlaag zijn het vaak groenwieren die op de voorgrond treden.

## Ecologie
Vegetatie van de schriftmos-klasse leeft op gebufferde, gladde schors van bomen en struiken. De schors moet een gering vochtbergend vermogen hebben. Het zijn ombrotrafente gemeenschappen.

## Onderliggende syntaxa in Nederland en Vlaanderen
De schriftmos-klasse wordt in Nederland en Vlaanderen vertegenwoordigd door één orde met twee verbonden.
- - schriftmos-orde (Graphidetalia)
    - schriftmos-verbond (Graphidion)
      - schriftmos-associatie (Graphidetum)
      - beukenknikker-associatie (Pyrenuletum nitidae)
      - beukenwrat-associatie (Thelotrematetum lepadini)

    - verbond van melige schotelkorst (Lecanorion carpineae)
      - associatie van melige schotelkorst (Lecanoretum carpineae)
      - associatie van bolle schotelkorst (Lecanoretum symmictae)
      - associatie van gewone stipjes (Naetrocymbetum)

- RG met limoenschriftmos (RG Alyxoria viridipruinosa-[Lecanorion carpineae])
- RG met schoorsteentje (RG Anisomeridium polypori-[Arthonio-Lecidelletea]
- RG met inktspatkorst en valse knoopjeskorst (RG Arthonia spadicea-Coenogonium pineti-[Arthonio-Lecidelletea]
- RG met bosbeskorst (RG Fellhaneropsis myrtillicola-[Graphidion]
- RG met wit schriftmos (RG Opegrapha vulgata-[Lecanorion carpineae])
- RG met klein schriftmos (RG Opegrapha niveoatra-[Lecanorion carpineae])
- RG met gestippeld schriftmos (RG Opegrapha vermicellifera-[Arthonio-Lecidelletea])
- RG met lichtvlekje (RG Phlyctis argena-[Arthonio-Lecidelletea])
- RG met verzonken schriftmos (RG Pseudoschismatomma rufescens-[Arthonio-Lecidelletea]

## Fotogalerij

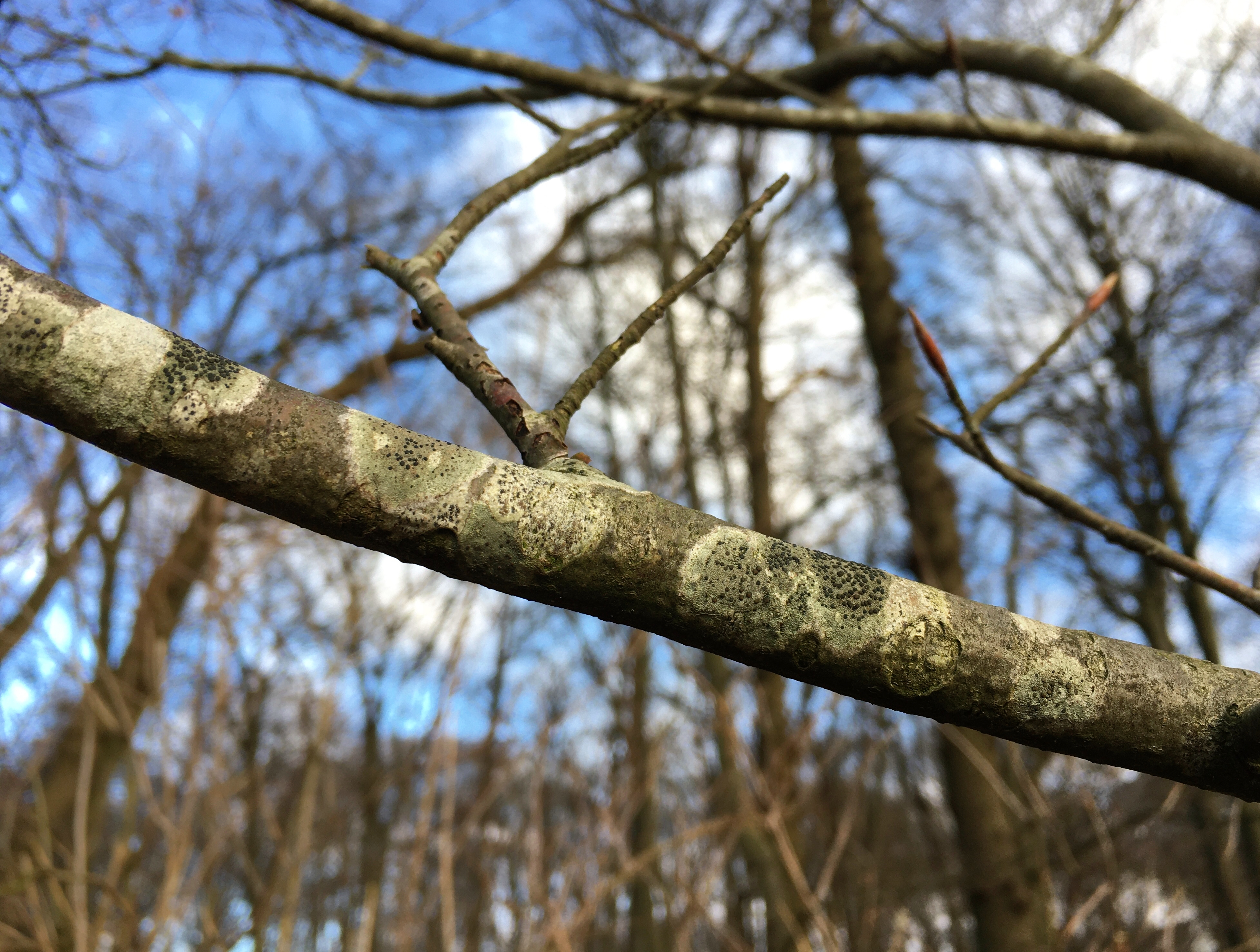
De associatie van melige schotelkorst op een beukentak

01 Eendenkroos-klasse (Lemnetea) · 02 Ruppia-klasse (Ruppietea) · 03 Zeegras-klasse (Zosteretea) · 04 Kranswieren-klasse (Charetea) · 05 Fonteinkruiden-klasse (Potametea) · 06 Oeverkruid-klasse (Littorelletea) · 07 Klasse van bronbeekgemeenschappen (Montio-Cardaminetea) · 08 Riet-klasse (Phragmitetea) · 09 Klasse van kleine zeggen (Parvocaricetea) · 10 Klasse van hoogveenslenken (Scheuchzerietea) · 11 Klasse van hoogveenbulten en natte heiden (Oxycocco-Sphagnetea) · 12 Weegbree-klasse (Plantaginetea majoris) · 13 Klasse van pioniergraslanden op gruis- en steenbodems (Sedo-Scleranthetea) · 14 Klasse van droge graslanden op zandgrond (Koelerio-Corynephoretea) · 15 Klasse van kalkgraslanden (Festuco-Brometea) · 16 Klasse van matig voedselrijke graslanden (Molinio-Arrhenatheretea) · 17 Marjolein-klasse (Trifolio-Geranietea sanguinei) · 18 Klasse van gladde witbol en havikskruiden (Melampyro-Holcetea mollis) · 19 Klasse van heischrale graslanden (Nardetea) · 20 Klasse van droge heiden (Calluno-Ulicetea) · 21 Muurvaren-klasse (Asplenietea) · 22 Klasse van vloedmerkgemeenschappen op zeedijken en rolkeistranden (Honckenyo-Elymetea) · 23 Klasse van vloedmerkgemeenschappen op zand en slik (Cakiletea maritimae) · 24 Helm-klasse (Ammophiletea) · 25 Slijkgras-klasse (Spartinetea) · 26 Zeekraal-klasse (Thero-Salicornietea) · 27 Zeeaster-klasse (Asteretea tripolii) · 28 Zeevetmuur-klasse (Saginetea maritimae) · 29 Dwergbiezen-klasse (Isoeto-Nanojuncetea) · 30 Tandzaad-klasse (Bidentetea) · 31 Klasse van akkergemeenschappen (Stellarietea mediae) · 32 Klasse van ruderale gemeenschappen (Artemisietea vulgaris) · 33 Klasse van natte strooiselruigten (Convolvulo-Filipenduletea) · 34 Klasse van nitrofiele zomen (Galio-Urticetea) · 35 Klasse van kapvlaktegemeenschappen (Epilobietea angustifolii) · 36 Brummel-klasse (Lonicero-Rubetea plicati) · 37 Klasse van brem- en gaspeldoornstruwelen (Cytisetea scopario-striati) · 38 Klasse van kruipwilg- en duindoornstruwelen (Salicetea arenariae) · 39 Klasse van wilgenbroekstruwelen (Franguletea) · 40 Klasse van doornstruwelen (Rhamno-Prunetea) · 41 Klasse van wilgenvloedbossen en -struwelen (Salicetea purpureae) · 42 Klasse van elzenbroekbossen (Alnetea glutinosae) · 43 Klasse van berkenbroekbossen (Vaccinio-Betuletea pubescentis) · 44 Klasse van naaldbossen (Vaccinio-Piceetea) · 45 Klasse van eiken- en beukenbossen op voedselarme grond (Quercetea robori-petraeae) · 46 Klasse van eiken- en beukenbossen op voedselrijke grond (Querco-Fagetea) · 47 Klasse van (spat)watergemeenschappen (Hymenelio-Fontinalietea) · 48 Zeestippelkorst-klasse (Hydropunctarietea maurae) · 49 Klasse van stippelkorsten en achterlichtmossen (Verrucario-Schistidietea) · 50 Klasse van bisschopsmutsen en landkaartmossen (Racomitrio-Rhizocarpetea) · 51 Poederkorst-klasse (Chrysotrichetea chlorinae) · 52 Schorsmos-klasse (Hypogymnietea physodis) · 53 Klasse van haarmutsen en vingermossen (Orthotricho-Physcietea) · 54 Schriftmos-klasse (Arthonio-Lecidelletea) · 55 Boomspijkertjes-klasse (Calicio-Chrysotrichetea) · 56 Kringmos-klasse (Neckeretea complanatae) · 57 Klasse van vertakt bekermos en neptunusmos (Cladonio-Lepidozietea) · 58 Druppelkorst-klasse (Fellhaneretea) · 59 Klasse van purpersteeltje en ruig haarmos (Ceratodonto-Polytrichetea) · 60 Pluisjesmos-klasse (Dicranelletea heteromallae) · 61 Smaragdsteeltjes-klasse (Psoretea decipientis) · 62 Kruikmos-klasse (Splachnetea)